# Ikarus 30
L'Ikarus 30 è stato uno dei primi autobus costruiti dalla Ikarus, un'azienda ungherese.

## Storia
Prima del 1951 furono prodotti i cosiddetti Tr-5 e Tr-3,5, che però non erano ritenuti adatti.
Dopo un incidente a Buda, dove morirono i passeggeri di un Tr-3,5 iniziò la progettazione di nuovi modelli.
Il primo esemplare lasciò lo stabilimento di Matthias, a Budapest, il 24 febbraio 1951, segnando una rivoluzione simbolica per l'industria ungherese.
Il mezzo è stato progettato da Kassmér Schmiedt e dal suo team, aumentando la capienza rispetto al Tr-5 e al Tr-3,5.

## Distribuzione
Nei 7 anni di produzione sono stati realizzati 3175 pezzi, di cui solo un terzo è stato venduto.